# Sehlingen
Sehlingen besteht aus den zusammen 280 Einwohner zählenden Dörfern Groß Sehlingen und Klein Sehlingen im Landkreis Verden.

## Geografie
Der Ort gehört zur Gemeinde Kirchlinteln und befindet sich im Norden der Lintelner Geest, nahe der Grenze zum Landkreis Rotenburg (Wümme). Geprägt ist das Dorf durch weite Waldgebiete und Landwirtschaft.

## Geschichte
Am 1. Juli 1972 wurde Sehlingen in die Gemeinde Kirchlinteln eingegliedert.

## Politik
Ortsvorsteherin ist Sigrid Koopmann.